# 恋人たちのキャフェテラス
「恋人たちのキャフェテラス」（こいびとたちのキャフェテラス）は、1982年2月5日に発売された柏原よしえの8枚目のシングル。

## 概要
オリコンチャートの最高位は9位、20万枚近い売上枚数となった。公称シングル売上は40万枚を記録。なお、TBS系『ザ・ベストテン』での最高位は8位、日本テレビ系『ザ・トップテン』では5位であった。

## 収録曲
- 全曲作曲：小泉まさみ／編曲：船山基紀

1. 恋人たちのキャフェテラス (3分19秒)
作詞：三浦徳子
2. ロンリー・バースデイ (3分36秒)
作詞：喜多條忠

## 参考資料
- 1971⇒1989アイドル・シングル大全集